# La Masia

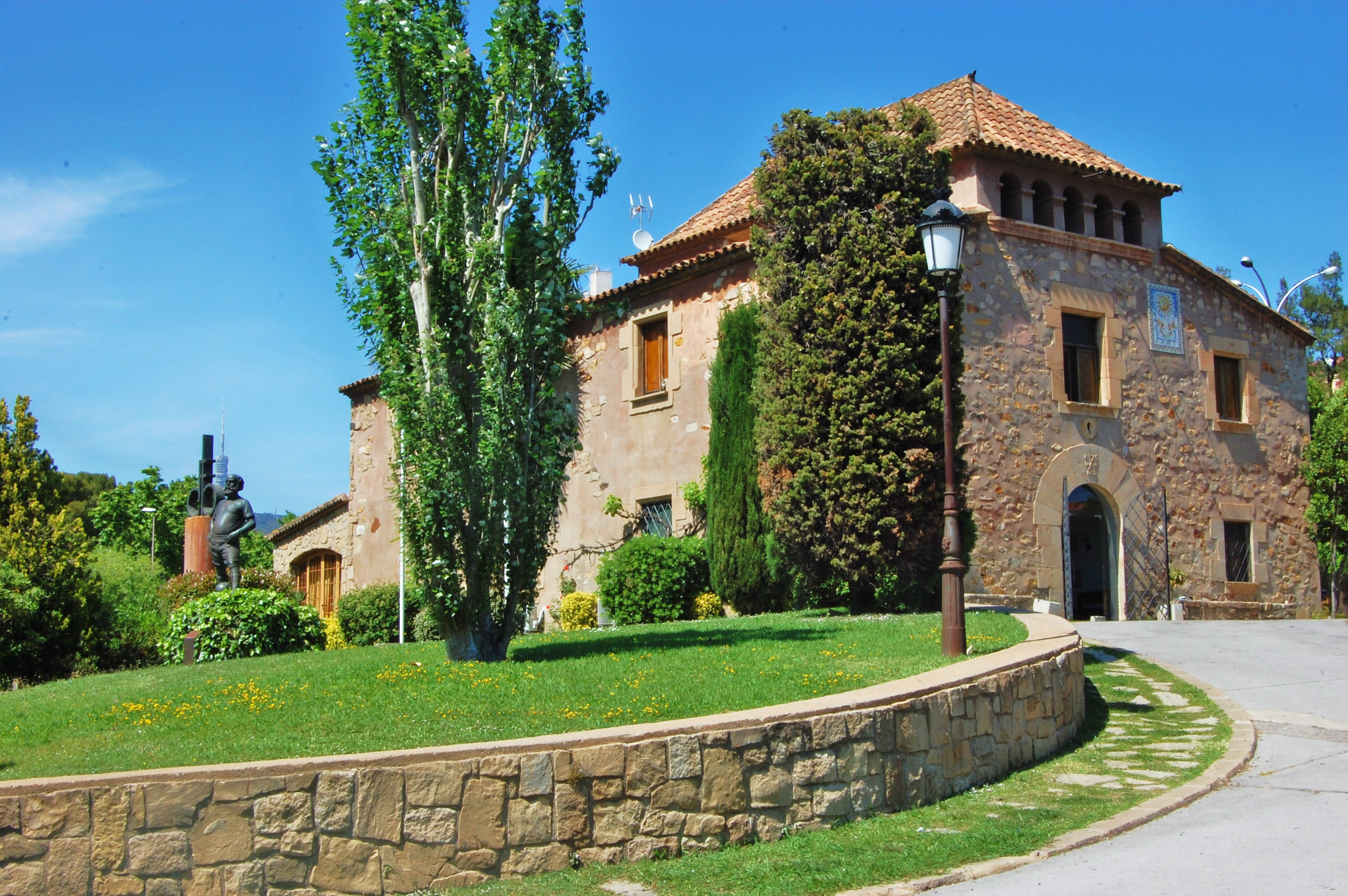
La Masía

La Masia – szkółka piłkarska klubu FC Barcelona powstała w 1979.
Budynek, w którym siedzibę do 2011 roku miała szkółka, został wybudowany w 1702 roku jako farma. W istocie katalońskie słowo „masia” oznacza właśnie dużą, wiejską, murowaną chatę. Klub wszedł we własność takiej chaty w 1953 roku. Słynna akademia służyła wówczas za warsztat architektom i twórcom nowego stadionu FC Barcelony. Cztery lata później (dokładnie 24 września 1957 roku) powstała „świątynia” Dumy Katalonii, czyli Camp Nou, natomiast dom został zamknięty w oczekiwaniu na miejsce przeznaczenia. Podczas gdy prezesem klubu był Enric Llaudet, budynek został przebudowany i powiększony na potrzeby nowej siedziby sternika Blaugrany (została otwarta 26 września 1966 roku). Dnia 20 października 1979 roku z inicjatywy Johana Cruyffa odnowiona La Masía stała się rezydencją młodych adeptów futbolu. Akademia była stworzona nieco na wzór szkółki Ajaksu Amsterdam. Dwuczęściowy dom o powierzchni 610 m² składał się z dużej kuchni, jadalni, biblioteki, pokoju codziennego, pomieszczeń administracyjnych, łazienek, przebieralni, a wszystko to dla 60 chłopców. Obiekt miał trenować i kształcić młodych sportowców, którzy opuścili rodziny i swoje domy na rzecz klubu. Większość adeptów pochodziło z Katalonii lub z Hiszpanii, jednakże rekrutowani byli także ci zza granicy. Historyczna konstrukcja nie mogła pomieścić wszystkich chętnych, których z biegiem czasu przybywało wręcz lawinowo. Zmieniali się klubowi działacze, przychodzili i odchodzili kolejni trenerzy, a La Masía niezmiennie dostarczała kolejnych graczy, „produkowała” reprezentantów kraju, budziła coraz większy zachwyt oraz zazdrość na całym piłkarskim świecie. Na początku sezonu 1999-2000 obiekt został powiększony o kolejnych 18 pokoi. W 2011 roku zapowiedziano przeniesienie ośrodka szkoleniowego do nowego obiektu znajdującego się w Sant Joan Despí, 8 km od Barcelony. Oficjalna nazwa nowej szkółki brzmi La Masía – Centre de Formació Oriol Tort. Budowa nowej akademii rozpoczęła się w grudniu 2009 roku i została zakończona w lipcu 2011 roku. Budynek ma powierzchnię 6000 m², posiada pięć pięter o pojemności do 123 miejsc (83 dla mieszkańców oraz 40 dla pracowników). Cała inwestycja (wraz z wyposażeniem) kosztowała 11,3 miliona euro.
Odkąd Guardiola objął stanowisko trenera Dumy Katalonii, w oficjalnych meczach zadebiutowało aż dwudziestu dwóch wychowanków La Masii. Trzeba tutaj zaznaczyć, iż nie wszyscy zawodnicy stanowiący obecnie o sile FC Barcelony przeszli wszystkie etapy kształcenia w akademii klubu. Część z nich rozpoczynała przygodę z piłką w mniejszych klubach, ale szybko trafili na Camp Nou (np. Andrés Iniesta, Josep Guardiola). Są i tacy, którzy zmienili FC Barcelonę na inny klub, jednak po kilku latach wrócili „na stare śmieci” (np. Gerard Piqué, Cesc Fàbregas czy Jordi Alba). Akademia była zarówno ich domem jak i szkołą. Poza Półwyspem Iberyjskim szkółki FC Barcelony mieszczą się w Chinach, Japonii, Egipcie, Kuwejcie, Zjednoczonych Emiratach Arabskich, Peru, a od niedawna również w Polsce, Brazylii, Korei Południowej i Indonezji. Średnio, co piąty wychowanek FC Barcelony zostaje graczem najlepszych europejskich klubów (ok. 10% debiutuje w pierwszym zespole, kolejne 10% karierę w La Liga lub najwyższej lidze poza granicami Hiszpanii).